# Västerås arvförening
Västerås arvförening var en överenskommelse 1544 om den svenska successionsordningen.

## Bakgrund
Sverige blev under medeltiden ett valrike (det vill säga att kungen valdes). Det heter nämligen i Magnus Erikssons landslags konungabalk, kap 3: "Nu är till konungsriket i Sverike konunger väliande oc ey ärfvande". Dock skulle helst en "af konungasynom" utses till kung.
Det med knapp nöd avvärjda upproret i Småland, Dackefejden, blev för Gustav Vasa en anledning att befästa tronen för sig och sina efterkommande. Redan 1540 hade han på ett rådsmöte i Örebro låtit riksens råd "svärja på ett bart svärd, att de ville anamma och bekänna Hans Majestäts livsarvingar för deras rätte arvherre".

## Västerås riksdag
Vid Västerås riksdag 1544 framhöll Gustav Vasa faran med inre splittring och oro. Just kungavalen hade historiskt sett ofta lett till sådan oenighet. Under medeltiden hade de urartat till den grad att stormännen bjöd ut kronan till den som erbjöd de mest fördelaktiga villkoren för dem själva. Därav uppstod de ödesdigra kungaförsäkringarna som gjorde kungen helt beroende av adelsmän. Flera kungar hade avsatts när de försökte motsätta sig detta system. Så länge Sverige var ett valrike kunde varken lugn eller ordning anses vara tryggade i landet, enligt Gustav.
Den 13 januari en arvförening till stånd. Ständerna lovade och svor ("lofvade och svuro"), så länge Gustav Vasas "konungsliga manskönssläkte och lifsärfhärschaffter [livsärvda herrskap] för honden [för handen] och lefvandes äre", att hålla dem för sina "rätte, naturlige konunger, furster och herrer", först den äldste och "sedan ifrån linien till linien".
Sverige hade därmed fått en tronföljdsordning med agnatisk lineal primogenitur. Om konungaätten utgick på manslinjen, skulle val ske.
Därmed hade konungen blivit något mer än enbart en av rikets mäktiga stormän. Vasaätten hade höjt sig ett stort steg över sina forna jämlikar inom adeln.
Denna arvförening fick sin tillämpning endast på Erik XIV och inte på dennes son, Gustav Eriksson Vasa eller efter Johan III, eftersom denna arvförening ersattes med nya föreskrifter om tronföljden (se nedan). Riksens ständers beslut 1569 fråndömde Erik och hans efterkommande rättigheten enligt 1544 års arvförening till kronan, som i deras ställe tillföll Johan III.
Tronföljdsrätten hade 1544 getts utan något förbehåll, men den förargelse Eriks giftermål med Karin Månsdotter hade väckt medförde, att det i den vid 1582 års riksdag beslutna stadgan om "konungslig och furstlig rättighet" intogs en bestämmelse, att successionsrätt skulle förloras genom giftermål med ofrälse kvinna. Detta upptogs dock inte i följande arvföljdsordningar förrän under 1800-talet, men då utsträckt till förbud mot giftermål med alla kvinnor som inte var av furstlig börd (dåvarande § 5 i Successionsordningen).